# Gabrielle Robinne

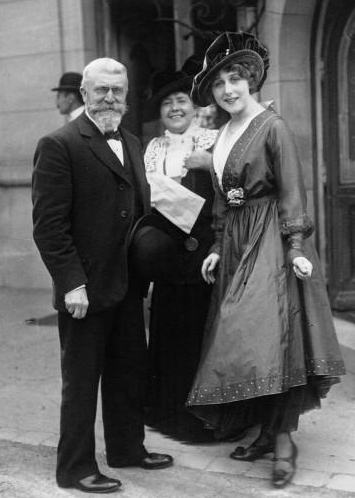
Gabrielle Robinne con el compositor Paul Vidal en 1916

Gabrielle Robinne (1 de julio de 1886 – 18 de diciembre de 1980) fue una actriz teatral y cinematográfica de nacionalidad francesa, cuya trayectoria artística se prolongó a lo largo de más de sesenta años.

## Biografía
Su nombre completo era Gabrielle Anna Charlotte Robinne, y nació en Montluçon, Francia. Alumna de Maurice de Féraudy en el Conservatorio de París, en 1904 ingresó en la compañía teatral de Sarah Bernhardt, actuando también durante un año con el Theatre Michel en San Petersburgo, Rusia. 
Su carrera despegó mientras actuaba en la Comédie-Française en 1907, siendo miembro de la compañía en 1924, y formando parte de la misma hasta el año 1938. 
Su debut en el cine llegó con el cortometraje dirigido en 1906 po Segundo de Chomón Troubadour. A menudo es considerada por la crítica la primera estrella del cine mudo francés.
Gabrielle Robinne alternó su actividad teatral con la cinematográfica. Hacia finales de los años 1930 rodó varios filmes sonoros bajo la dirección de Marcel L'Herbier. En total, entre 1906 y 1973 actuó en casi cincuenta filmes, siendo el último de ellos el drama dirigido en 1973 por Stanislav Stanojevic Le journal d'un suicidé.
Gabrielle Robinne estuvo casada con el actor René Alexandre desde 1912 hasta la muerte de él en 1946. No volvió a casarse. Ella falleció en Saint-Cloud, Francia, en 1980, a los 94 años de edad. Fue enterrada en el cementerio de esa localidad junto a su marido.
En el año 2006 el teatro local de Montluçon fue renombrado Théâtre Municipal Gabrielle Robinne, siendo inaugurado por la actriz Audrey Tautou. El teatro se había fundado originalmente en 1912, encontrándose presente Robinne en el evento.  
Por su trabajo interpretativo, Gabrielle Robinne fue nombrada Oficial de la Legión de Honor.

## Teatro

### En laComédie-Française
Ingreso en la Comédie-Française en 1907
Miembro de la Comédie-Française desde 1924 a 1937
- Le Jeu de l'amour et du hasard, de Pierre de Marivaux
- Tartufo, de Molière
- 1902 : L'Autre Danger, de Maurice Donnay
- 1907 : L'anglais tel qu'on le parle, de Tristan Bernard
- 1907 : Fedra, de Jean Racine
- 1907 : La Rivale, de Henry Kistemaeckers y Eugène Delard
- 1909 : La Furie, de Jules Bois
- 1909 : Après moi, de Henri Bernstein
- 1910 : Les Erynnies, de Leconte de Lisle
- 1910 : Les Marionnettes, de Pierre Wolff
- 1911 : Cher maître, de Fernand Vandérem
- 1911 : Le Plaisir de rompre, de Jules Renard
- 1911 : Las bodas de Fígaro, de Beaumarchais
- 1912 : Le Ménage de Molière'', de Maurice Donnay
- 1912 : L'Embuscade, Henry Kistemaeckers
- 1914 : Georgette Lemeunier, de Maurice Donnay
- 1916 : El burgués gentilhombre, de Molière
- 1916 : George Dandin, de Molière
- 1919 : Le Plaisir de rompre, de Jules Renard
- 1922 : La Comtesse d'Escarbagnas, de Molière
- 1922 : L'Impromptu de Versailles, de Molière
- 1922 : Le Paon, de Francis de Croisset
- 1922 : L'Abbé Constantin, de Hector Trémieux y Pierre Decourcelle a partir de Ludovic Halévy
- 1922 : Amoureuse, de Georges de Porto-Riche
- 1923 : Poliche, de Henry Bataille
- 1924 : L'Énigme, de Paul Hervieu
- 1924 : La Reprise, de Maurice Donnay
- 1925 : El burgués gentilhombre, de Molière
- 1926 : Le Cœur partagé, de Lucien Besnard
- 1932 : La Jalousie, de Sacha Guitry

### Fuera de la Comédie-Française
- 1933 : Deux couverts, de Sacha Guitry, Théâtre National Populaire
- 1941 : Aimer, de Paul Géraldy, en Annecy
- 1941 : Un caprice, de Alfred de Musset, en Annecy
- 1959 : Cromwell, de Victor Hugo, escenografía de Jean Serge, Museo del Louvre

## Filmografía
- 1906 : Troubadour, de Segundo de Chomón
- 1908 : Le Retour d'Ulysse, de André Calmettes
- 1908 : L'Assassinat du duc de Guise, de André Calmettes
- 1909 : Le Baiser de Judas, de André Calmettes y Armand Bour
- 1910 : Amour de page, de Georges Denola
- 1910 : Evadé des Tuileries / Une journée de la révolution, de Albert Capellani
- 1910 : Le roman d'un jour, de Albert Capellani
- 1910 : Histoire de Jean Morand
- 1911 : Péché de jeunesse
- 1911 : Le Foyer perdu
- 1911 : Blessure d'amour
- 1912 : Le Petit Chose
- 1912 : L'amour plus fort que la haine, de René Leprince
- 1912 : Les larmes du pardon, de René Leprince
- 1912 : Le dédale, de René Leprince
- 1913 : La Comtesse noire, de René Leprince
- 1913 : Le Roi du bagne, de René Leprince
- 1913 : Cœur de femme, de René Leprince y Ferdinand Zecca
- 1913 : La Danse héroïque, de René Leprince y Ferdinand Zecca
- 1913 : Les deux noblesses, de René Leprince
- 1913 : La Leçon du gouffre, de René Leprince y Ferdinand Zecca
- 1913 : Plus fort que la haine, de René Leprince y Ferdinand Zecca
- 1913 : Le Roi de l'air, de René Leprince y Ferdinand Zecca
- 1913 : La Reine de Saba, de Henri Andréani
- 1913 : La vie d'une reine, de René Leprince
- 1914 : Le calvaire d'une reine, de René Leprince y Ferdinand Zecca
- 1914 : La Lutte pour la vie, de René Leprince y Ferdinand Zecca
- 1914 : La Jolie Bretonne, de René Leprince y Ferdinand Zecca
- 1914 : Tempête d'amour, de René Leprince
- 1915 : Le Noël d'un vagabond, de René Leprince
- 1915 : Le Vieux Cabotin, de René Leprince y Ferdinand Zecca
- 1915 : Plus que reine, de René Leprince
- 1915 : Cricri
- 1915 : Le malheur qui passe, de Georges Monca
- 1915 : Lucille, de Georges Monca
- 1915 : La route du devoir, de Georges Monca
- 1916 : C'est pour les orphelins, de Louis Feuillade
- 1916 : Mot de l'énigme, de Georges Monca
- 1916 : Un million de dot
- 1916 : Zyte, de Georges Monca
- 1917 : La Proie, de Georges Monca
- 1917 : La chanson du feu, de Georges Monca
- 1917 : La bonne hôtesse, de Georges Monca
- 1917 : La faute de Jeannine, de Georges Monca
- 1917 : Le vol suprême, de René Plaissetty
- 1917 : Le dédale, de Jean Kemm
- 1918 : L'expiation, de Camille de Morlhon
- 1919 : Le Calvaire d'une reine, de René Leprince y Ferdinand Zecca
- 1921 : Destinée, de Armand du Plessy y Gaston Moulu de Lactose
- 1922 : Fleur du mal, de Gaston Moulu de Lactose
- 1922 : Molière, sa vie, son œuvre, de Jacques de Féraudy
- 1934 : Un soir à la Comédie-Française, de Léonce Perret
- 1935 : Deux couverts, de Léonce Perret
- 1938 : La Tragédie impériale, de Marcel L'Herbier
- 1938 : Adrienne Lecouvreur, de Marcel L'Herbier
- 1939 : Jeunes filles en détresse, de Georg Wilhelm Pabst
- 1945 : Le Capitan, de Robert Vernay
- 1946 : Hyménée, de Émile Couzinet
- 1946 : Rendez-vous à Paris, de Gilles Grangier
- 1946 : Paris 1900, de Nicole Vedrès
- 1962 : La prostitution, de Maurice Boutel
- 1971 : Le Journal d'un suicidé, de Stanislav Stanojevic